# آلوارو مانکوری
آلوارو مانکوری (ایتالیایی: Alvaro Mancori؛ ۱۵ سپتامبر ۱۹۲۳ – ۲۴ ژوئن ۲۰۱۱) فیلم‌بردار، کارگردان و تهیه‌کننده فیلم اهل ایتالیا بود.
از فیلم‌هایی که وی در آن نقش داشته‌است، می‌توان به عشاق و دیوانگان، شب غیرعادی و دختر ماتا هاری اشاره کرد.